# 杨家河乡
杨家河乡是中国陕西省汉中市镇巴县下辖的一个乡。

## 行政区划
杨家河乡下辖以下行政区：
杨家河村、口泉河村、三湾村、贺家山村、王家河村、构园村